# Muel (kommunhuvudort)
Muel är en kommunhuvudort i Spanien.   Den ligger i provinsen Provincia de Zaragoza och regionen Aragonien, i den nordöstra delen av landet, 250 km nordost om huvudstaden Madrid. Muel ligger 429 meter över havet och antalet invånare är 1 149.
Terrängen runt Muel är platt västerut, men österut är den kuperad. Muel ligger nere i en dal. Runt Muel är det mycket glesbefolkat, med 7 invånare per kvadratkilometer. Närmaste större samhälle är Cariñena, 18,4 km sydväst om Muel. Omgivningarna runt Muel är i huvudsak ett öppet busklandskap.